# Stadion MOSiR w Kostrzynie nad Odrą
Stadion MOSiR w Kostrzynie nad Odrą – wielofunkcyjny stadion znajdujący się w Kostrzynie nad Odrą. Na tym obiekcie rozgrywają mecze piłkarze klubu Celuloza Kostrzyn. Obiektem zarządza Miejski Ośrodek Sportu i Rekreacji w Kostrzynie nad Odrą.

## Położenie
Stadion położony jest przy ulicy Niepodległości w Kostrzynie nad Odrą, w południowo-zachodniej części miasta. Obiekt od północy okala Osiedle Mieszka I, od południa rzeka Warta z terenem zalewowym, od wschodu linia kolejowa łącząca Berlin z Gorzowem Wielkopolskim, a od zachodu linia kolejowa łącząca Szczecin z Wrocławiem.

## Historia
Miejsce pod nowy stadion w Kostrzynie nad Odrą wyznaczono pomiędzy ulicą Niepodległości, która do 31 grudnia 1999 roku nosiła nazwę 22 Lipca, a rzeką Wartą. Rozpoczęcie budowy nastąpiło w 1962 roku, a jej głównymi sponsorami były Kostrzyńska Fabryka Celulozy i Papieru oraz Główny Komitet Kultury Fizycznej i Turystyki. Ostateczne prace zakończyły się w 1964 roku. W czasie budowy obiektu piłkarze Celulozy rozgrywali swoje mecze na boisku treningowym obok. W niedzielę 12 maja 1963 roku stadion został otwarty, mimo że budowa nie była jeszcze w pełni ukończona. Podczas otwarcia załoga zakładów papierniczych wręczyła klubowi sportowemu KKS Celuloza sztandar przechodni. Meczem inaugurującym obiekt było spotkanie pomiędzy Celulozą a reprezentacją powiatu Łowicz. 
27 października 1963 roku „Papierowi” zagrali tutaj z BSG Chemie Schwedt. Był to pierwszy międzynarodowy mecz w Kostrzynie. Celuloza wygrała 3:0, a spotkanie przyciągnęło 3000 kibiców.

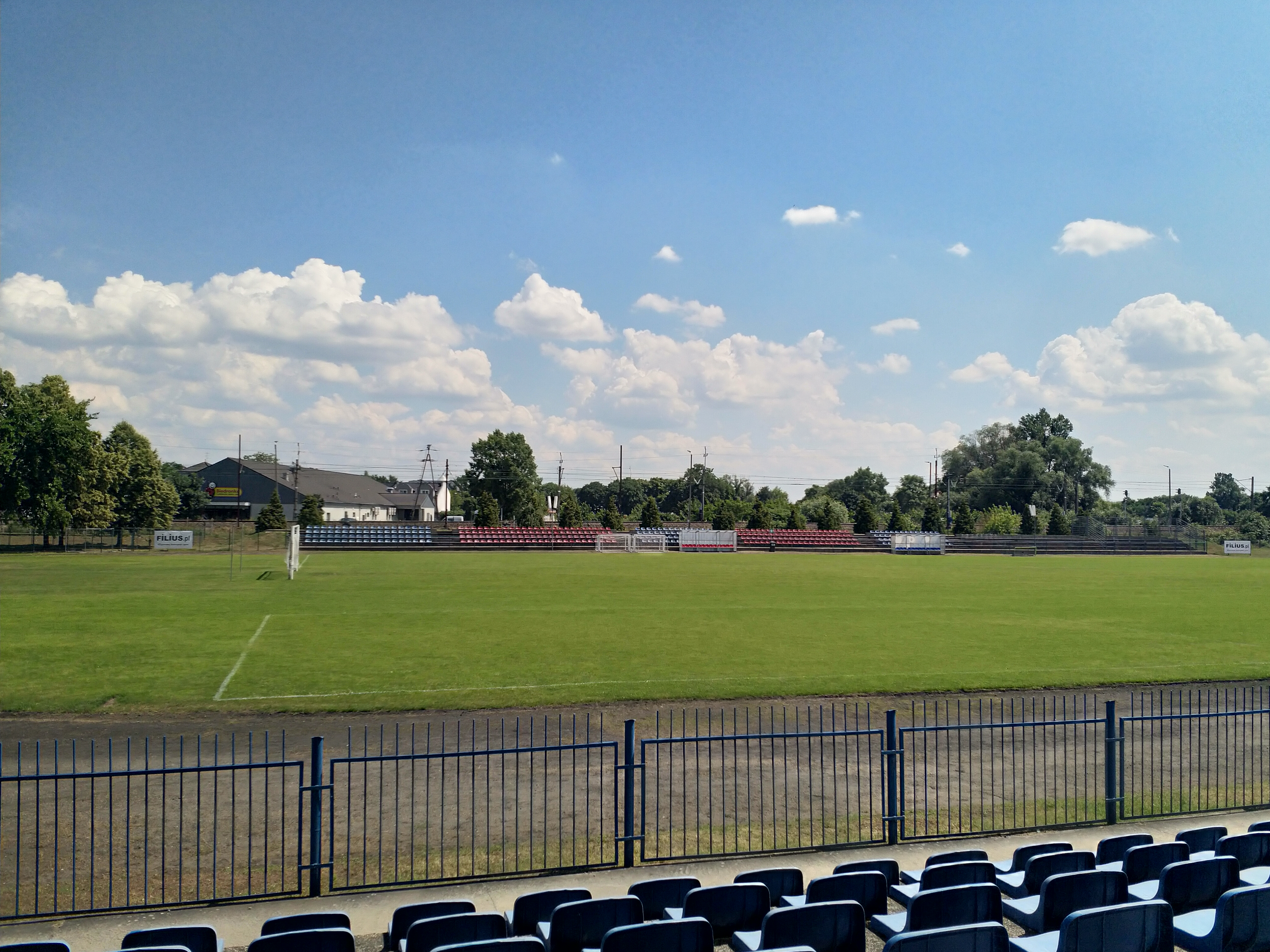
Trybuna wschodnia z klatką dla kibiców gości

W sezonach 1982/1983 i 1983/1984 obiekt gościł występy piłkarzy Celulozy w II lidze. Na inaugurację rozgrywek 1 sierpnia 1982 roku „Duma Ziemi Lubuskiej” zagrała ze Stilonem Gorzów Wielkopolski – mecz przyciągnął rekordową frekwencję na stadionie – 5000 widzów.
Wysokie frekwencje w sezonie 1982/1983 padały również podczas meczów z Arką Gdynia, Odrą Wodzisław Śląski, Arkonią Szczecin i Olimpią Elbląg – 4 tysiące, GKS Tychy i Gryfem Słupsk – 3,5 tys., ROW Rybnik, Górnikiem Wałbrzych, Olimpią Poznań, Zagłębiem Wałbrzych i Odrą Opole – 3000, Zagłębiem Lubin – 2500, Stalą Stocznią Szczecin i Piastem Gliwice – 2000.
W drugim sezonie II ligi frekwencja na meczach „Papierowych” sięgała od 5000 widzów w meczu z Gwardią Warszawa, poprzez 4000 na meczu ze Stilonem Gorzów Wielkopolski, 3000 z Chemikiem Police, Lechią Gdańsk, Arką Gdynia, 2000 z Olimpią Poznań, Olimpią Elbląg i Zagłębiem Lubin, 1500 z Victorią Jaworzno, Stalą Stocznią Szczecin, Moto Jelczem Oława, Odrą Opole i Piastem Gliwice, do 1000 z Zagłębiem Wałbrzych i Odrą Wodzisław Śląski.
21 września 1983 roku Celuloza zagrała tutaj w 1/16 finału Pucharu Polski z Lechem Poznań. Mecz przyciągnął 4000 widzów. 3 sierpnia 1986 roku mecz Celulozy z Dozametem Nowa Sól w II rundzie Pucharu Polski zgromadził 2 tys. kibiców.
W lipcu 1980 r. stał się on jedną z aren piłkarskiego turnieju czterech państw juniorów do 18 lat, organizowanego na terenie ówczesnego województwa gorzowskiego. W ramach turnieju 14 lipca 1980 roku na kostrzyńskim stadionie rozegrano mecz pomiędzy Danią a Holandią, który wygrała reprezentacja Danii 2:1. Spotkanie przyciągnęło 2500 widzów.
W czasie powodzi tysiąclecia w 1997 roku stadion znalazł się pod wodą w wyniku wylania rzeki Warty, która płynie w pobliżu stadionu; rok później został wyremontowany. Kolejną modernizację przeprowadzono w latach 2006–2009. W jej wyniku powstały m.in. nowe trybuny z około 1000 krzesełek, a część głównej trybuny uzyskała zadaszenie (105 miejsc), a także nowe nagłośnienie. W przyszłości planowane jest położenie tartanowej bieżni lekkoatletycznej. 
30 marca 2004 roku odbył się tutaj mecz juniorskich reprezentacji Polski i Szwajcarii do lat 16. Wygrała reprezentacja Polski 2:0, a mecz oglądało ponad 2000 kibiców. 11 maja 2010 roku na kostrzyńskim stadionie reprezentacja Polski U-15 przegrała 0:2 w meczu towarzyskim z reprezentacją Niemiec U-15. Spotkanie przyciągnęło 1100 widzów.
24 czerwca 2017 roku rozegrano tu po raz pierwszy w historii finał Pucharu Polski na szczeblu województwa. Przeciw sobie zagrały drużyny TS Przylep (Zielona Góra) i Stilonu Gorzów Wielkopolski. Zdobywcą Pucharu Polski na szczeblu Lubuskiego ZPN został Stilon, który wygrał 2:1.

## Mecze reprezentacji Polski
| Rodzaj spotkania | Data spotkania | Rywal Polski | Frekwencja | Wynik meczu | Strzelcy bramek dla Polski |
| ---------------- | -------------- | ------------ | ---------- | ----------- | -------------------------- |
| MT juniorów U-16 | 30 marca 2004  | Szwajcaria   | 2000       | 2:0 (1:0)   | Haas (s), Oziemczuk        |
| MT juniorów U-15 | 11 maja 2010   | Niemcy       | 1100       | 0:2 (0:0)   | –                          |

## Mecze międzypaństwowe
| Rodzaj spotkania             | Data spotkania | Rywale          | Frekwencja | Wynik meczu |
| ---------------------------- | -------------- | --------------- | ---------- | ----------- |
| Turniej czterech państw U-18 | 14 lipca 1980  | Dania– Holandia | 2500       | 2:1 (0:0)   |